# Thomas R. Nevin
Thomas R. Nevin (27 ottobre 1944) è un saggista statunitense.

## Attività
Professore di Lettere classiche (Classical Studies) presso la John Carroll University di Cleveland (Ohio, USA), oggi docente emerito in pensione, Nevin è membro a vita della Clare Hall all'Università di Cambridge (Regno Unito). 
È autore di biografie su Irving Babbitt, Simone Weil, Ernst Jünger, Teresa di Lisieux e su Nietzsche.
Alla sua prima monografia, Irving Babbitt: An Intellectual Study, la Compagnia di Gesù conferì il Premio Alpha Sigma Nu. 
La sua successiva opera, Simone Weil: Portrait of a Self-exiled Jew, l'unica tradotta finora in italiano, ricevette una candidatura al Premio Pulitzer.

## Opere
- (EN) Irving Babbitt: An Intellectual Study, University of North Carolina Press, 1984, ISBN 0-8078-1999-9.
- Simone Weil. Ritratto di un'ebrea che si volle esiliare (Simone Weil: Portrait of a Self-exiled Jew, 1991), traduzione di Giulia Boringhieri, Collezione Le vite, Torino, Bollati Boringhieri, 1997, ISBN 978-88-339-1056-7. - Collana Universale, Bollati Boringhieri, 2024, ISBN 978-88-339-4383-1.
- (EN) Ernst Jünger and Germany: Into the Abyss, 1914–1945, Duke University Press, 1996, ISBN 0-8223-1879-2.
- (EN) Thérèse of Lisieux: God's Gentle Warrior, Oxford University Press, 2006, ISBN 0-19-530721-6.
- (EN) The Last Years of Saint Thérèse: Doubt and Darkness, 1895–1897, Oxford University Press, 2013, ISBN 978-0-19-998766-5.
- (EN) Nietzsche's Protestant Fathers: A Study in Prodigal Christianity, London, Routledge, 2018, ISBN 978-11-383-9120-8.

### Curatele
- (EN) Simone Weil, Introduction, in Gravity and Grace, University of Nebraska Press, 1997, ISBN 0-8032-9800-5.